# 영국-캐나다 관계

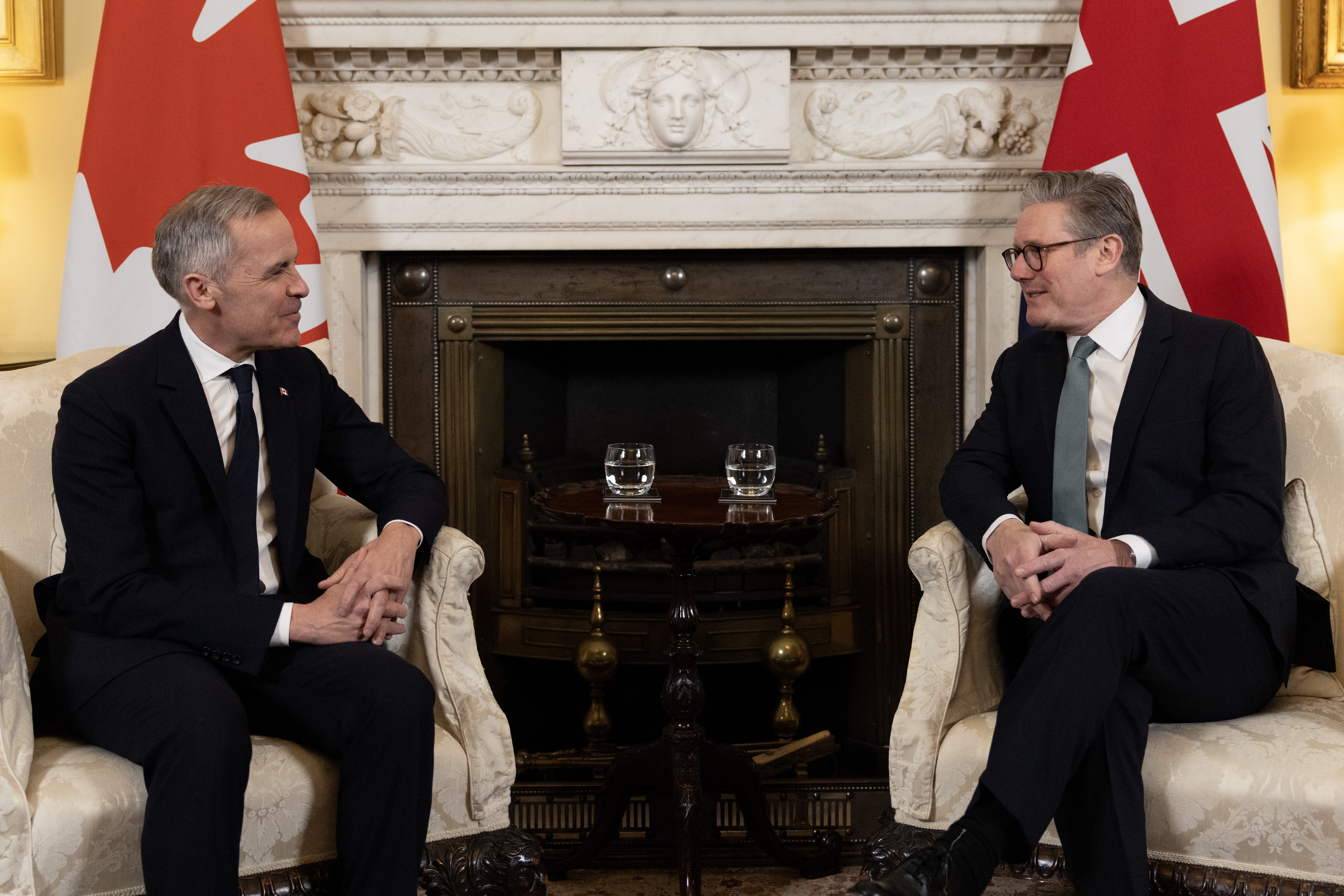
2025년 3월 17일, 다우닝가 10번지에서 캐나다의 마크 카니 총리와 영국의 키어 스타머 경 총리

영국과 캐나다 사이의 양자 관계는 캐나다가 1931년에 독립을 획득한 이후로 친밀하고 빈번히 협력적인 접촉을 산출해 왔다. 캐나다는 이전에 1867년 7월 1일부터 자치적이었으며, 그 날짜는 캐나다의 국경일이 되었다.
양국은 상호 간의 이주, 공유된 군사 역사, 공유된 정부 체제, 서구적 가치, 영어, 영연방 왕국, 인적 동군연합(양국이 같은 국가원수를 공유하는데, 현재는 찰스 3세), 그리고 영연방/대영 제국의 회원이라는 점으로 서로 연결되어 있다. 양국은 또한 방위 협정인 북대서양 조약 기구(NATO)를 공유하며, 빈번히 함께 군사 훈련을 수행한다. 캐나다는 영국 외부에서 가장 큰 영국군 기지를 보유하고 있으며, 양국은 북극 해군 훈련 협정을 공유한다.
공유된 유산에도 불구하고, 양국은 경제적으로 20세기 동안 멀어졌다. 영국이 19세기 동안 캐나다의 최대 교역 상대국 지위를 미국에 상실했기 때문이다. 그러나 그 추세는 21세기에 들어 다소 역전되었는데, 양국이 포괄적·점진적 환태평양 경제 동반자 협정(CPTPP)의 회원국으로서 더 자유로운 무역을 협상하고 있기 때문이다.

## 역사

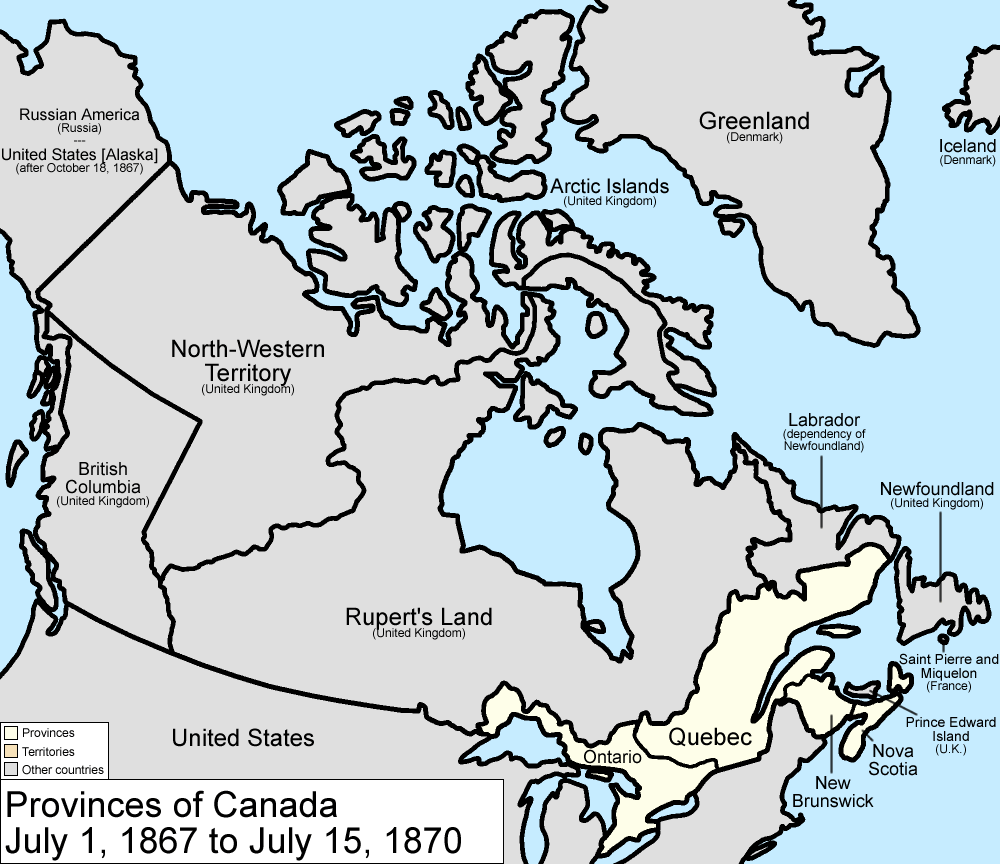
1867년의 영국령 북아메리카를 구성하던 식민지들. 강조된 영역은 뉴브런즈윅주, 노바스코샤주, 캐나다주를 나타내며, 이 세 식민지가 1867년 캐나다 연방을 최초로 형성하였다.

캐나다는 1867년에 대영 제국의 일부를 결합하는 자치령으로 형성되었다. 캐나다 연방은 캐나다주, 뉴브런즈윅주, 노바스코샤주의 영국 왕령 식민지를 연방으로 통합하였다. 캐나다와 런던 사이의 관계의 역사는 20세기까지 런던의 꾸준히 증가하는 통제와 캐나다의 완전한 주권을 향한 느린 발전의 이야기이다.

### 영국령 캐나다 정착
식민지 초기 시절부터 런던은 결국 캐나다의 일부가 된 지역들과 긴밀한 관계를 맺었다. 역사가들은 1497년 존 캐벗이 노바스코샤에 상륙했는지 뉴펀들랜드에 상륙했는지를 두고 논쟁한다. 험프리 길버트 경은 엘리자베스 1세 여왕의 허가를 받아 1583년 8월, 세인트존스에 상륙하였다. 그는 뉴펀들랜드를 영국을 위해 공식적으로 영유하였다. 위트레흐트 조약 (1713년)에서 파리는 런던의 뉴펀들랜드 소유권을 인정하였고, 런던은 프랑스 어부들이 북부 반도와 동북 해안의 풍부한 바다를 사용할 권리를 승인하였다.
프랑스인은 1604년에 처음으로 노바스코샤에 정착하였다. 그 땅은 이후 한 세기 반 동안 프랑스, 영국, 스코틀랜드 및 네덜란드 군대와 현지 원주민 세력이 얽힌 전쟁을 겪었다. 1763년까지 런던은 완전한 지배권을 가졌다. 뉴브런즈윅은 1784년에 노바스코샤를 분할함으로써 형성되었다.
1759년에 영국은 뉴프랑스를 정복하였고, 파리 조약 (1763년) 이후 퀘벡 주에 영어 사용 정착민들을 이주시켜 거주하게 하였다.
영국 총독들은 1791년 캐나다 최초의 입법부를 창설한 헌법법이 제정될 때까지 퀘벡을 완전히 통제하였다. 그 약한 입법 기관들은 1848년 책임정부가 부여될 때까지 여전히 총독에게 열위에 있었다. 새로운 권한을 가진 식민지들은 1867년에 연방을 선택하여 새로운 국가인 캐나다를 창설하였으며, 새로운 자치령이라는 칭호를 갖게 되었다.

### 대영 제국 내 자치령
캐나다 신연방의 헌법은 외교 문제를 웨스트민스터에 있는 영국 의회에 맡겼다. 그러나 오타와의 연방 의회 지도자들은 곧 몇몇 사안, 특히 대영 제국과 미국 간의 관계에 대해 자체적인 견해를 발전시켰다. 미국과의 안정적인 관계와 안전한 교역은 캐나다에 점점 더 중요해졌으며, 이 때문에 역사학자들은 캐나다의 초기 외교를 "북대서양 삼각형"이라고 평가하기도 했다.
캐나다의 초기 외교적 시도는 필연적으로 "모국"을 수반했다. 캐나다의 첫 (비공식적) 외교관은 존 알렉산더 맥도널드 캐나다 총리가 런던에 파견한 존 로즈 경이었다. 이후 알렉산더 매켄지 총리는 조지 브라운을 워싱턴에 파견하여 영미 무역 협상에 영향을 미치도록 하였다.
영국 정부는 다수의 비공식 로비스트들과 상대하는 대신 캐나다의 대외 대표성을 제도화하기를 원했으며, 1880년 알렉산더 틸록 갤트가 도미니언에서 영국으로 파견된 최초의 고등판무관이 되었다.
1899년부터 1902년까지 진행된 보어 전쟁에서, 영어권 캐나다인들은 자유당 총리 윌프리드 로리에 정부의 미온적인 지원에도 불구하고 제국을 위해 대규모로 자원하여 참전하였다.. 그러나 1903년 알래스카 경계 분쟁에서 영국이 미국 편을 들자, 캐나다인들은 런던의 배신에 충격과 분노를 느꼈다.
경제적으로, 캐나다 정부는 미국과의 자유무역에 관심을 가졌으나, 이는 협상이 어렵고 정치적으로도 분열을 초래할 수 있었기 때문에, 캐나다는 제국 우대무역제도의 주요 지지자로 나섰다. 그러나 이 제도는 영국 내에서는 제한적인 호응만 얻었다.

### 헌법상 독립
캐나다의 충성파 외교 정책에서 결정적인 분기는 1956년 수에즈 위기 동안 발생하였다. 당시 캐나다 정부는 영국, 프랑스, 이스라엘의 이집트 침공에 대한 지지를 요구하는 영국 정부의 요청을 단호히 거부하였다. 결국 캐나다는 세 국가가 체면을 유지하고 공공관계 재난에서 벗어날 수 있도록 도왔다. 미래 총리 레스터 B. 피어슨이 이끄는 캐나다의 유엔 대표단은 양측 교전을 분리할 평화유지군을 제안하였고, 이로 인해 피어슨은 노벨 평화상을 수상하였다.
한편, 캐나다의 법적 분리도 계속 진행되었다. 1946년까지 영국과 캐나다는 공통의 국적법을 공유하였다. 1946년 캐나다 시민권법은 캐나다인에게 영국과는 별개의 법적 국적을 부여하였다. 1949년 이후 캐나다인은 런던의 사법위원회로 항소할 수 없게 되었다.
영국과 캐나다 사이의 최종적인 헌법적 연계는 1982년 캐나다 법 통과로 끝났다. 이는 캐나다 연방 정부의 요청에 따라 영국 의회에서 통과된 법으로, 캐나다의 헌법을 "국내화"하여 특정 종류의 헌법 개정을 영국 의회에 요청할 필요를 종료하였다. 이 법은 또한 1931년 웨스트민스터 법령의 "요청 및 동의" 조항을 공식적으로 끝내었는데, 이에 따라 캐나다의 요청에 따라 영국 의회가 캐나다에 적용되는 법률을 통과시킬 일반 권한을 갖고 있던 것이 종료되었다.

## 국방 및 보안
양국은 군사 분야에서 오랜 긴밀한 협력의 역사를 가지고 있다. 캐나다는 제1차 세계 대전에서 영국 및 그 동맹국과 함께 싸웠다. 대부분이 영국계 캐나다인들은 캐나다인이 모국을 위해 싸워야 할 의무가 있다고 주장하며 광범위한 지지를 보냈다. 실제로 프랑스계 캐나다인이었던 윌프리드 로리에 총리조차도 다수의 영어권 캐나다인을 대표하여 다음과 같이 선언하였다. "영국과 영국의 친구와 적들에게 캐나다에는 오직 하나의 마음과 하나의 정신이 있으며, 모든 캐나다인이 모국을 지지하고 있다는 것을 알리는 것이 우리의 의무이다." 캐나다는 제2차 세계 대전과 6.25 전쟁에서도 영국 및 그 동맹국과 함께 싸웠다.
1972년까지, 영국과 캐나다 군대 구성원에게 수여되는 최고 군사 훈장은 빅토리아 십자훈장이었으며, 캐나다 군인 81명 (뉴펀들랜드 출신 포함)과 영국 부대에서 복무한 13명의 캐나다인이 빅토리아 십자훈장을 수여받았다. 1993년, 캐나다는 자체 빅토리아 십자훈장을 제정하였다.
캐나다 앨버타주에 있는 CFB 서필드는 캐나다군이 운영하는 가장 큰 군사 기지로, 1971년부터 영국 육군의 최대 기갑 훈련 센터인 브리티시 아미 트레이닝 유닛 서필드를 수용해왔다. 역사적으로 영국군은 캐나다에서 여러 군사 시설을 운영하거나 사용한 적이 있으며, 영국 왕립 공군은 1942년부터 2005년까지 CFB 구스베이에서 조종사들을 훈련시킨 바 있다.

## 문화적 관계
캐나다와 영국의 문화적 관계는 종종 미국의 문화적 영향과 경쟁하며, 이는 캐나다 영어에서 영국식과 미국식 철자가 혼합되어 사용되는 데서도 확인할 수 있다.

### 스포츠
초기 역사에서 캐나다는 크리켓을 함으로써 영국과의 연계를 유지하였다. 그러나 시간이 지나면서 캐나다는 점점 미국식 스포츠로 기울었고, 19세기 말 비앵글로색슨계 이민이 증가함에 따라 특히 영국 모델과 거리를 두는 방법으로 토착 스포츠인 라크로스를 선호하기까지 했다.
21세기에 들어 텔레비전과 이민으로 인해 축구나 크리켓과 같은 영국 스포츠가 캐나다에서 플레이되거나 관전되는 정도가 증가하였다.